# Alejandra Darín
Alejandra Gabriela Ángeles Darín (Buenos Aires, 19 de junio de 1962-Buenos Aires, 15 de enero de 2025) fue una actriz y dirigente sindical argentina.

## Biografía
Alejandra Darín provino de una familia muy conectada con el mundo del espectáculo, ya que ambos padres, Ricardo Darín y Renée Roxana, eran actores. Su familia era de ascendencia italiana (más precisamente de Vigo di Cadore), libanesa, y siria. Su abuelo, hijo de un inmigrante italiano, llegó a ser dueño de un teatro. Su hermano mayor es el reconocido actor Ricardo Darín. Sus padres se separaron cuando Alejandra tenía tres años. Posteriormente su padre tuvo otra hija, Daniela, con una mujer llamada Cristina. Daniela es psicóloga y vive en España.
Desde diciembre de 2011 hasta su muerte, ejerció la presidencia de la Asociación Argentina de Actores y Actrices.
El 15 de enero de 2025 murió tras una larga enfermedad (cáncer de mama).

### Vida personal
Estaba en pareja con Álex Benn, con quien tuvo dos hijos, Fausto y Antonia Bengoechea, ambos actores.

## Ámbito profesional

### Cine
| Año  | Título                                                        | Personaje | Notas        |
| ---- | ------------------------------------------------------------- | --------- | ------------ |
| 2002 | Samy y yo [9]                                                 | Debora    |              |
| 2005 | Un minuto de silencio [10]                                    | Amanda    |              |
| 2006 | Oblivion[11]                                                  | Viviana   |              |
| 2009 | Ni dios, ni patrón, ni marido [12]                            | Irene     |              |
| 2010 | Cinco velitas [13]                                            | Silvia    | Cortometraje |
| 2017 | Libro de la memoria: homenaje a las víctimas del atentado[14] | Enfermera | Cortometraje |

### Televisión
| Año  | Título                                | Personaje                             |
| ---- | ------------------------------------- | ------------------------------------- |
| 1972 | La Selva es mujer [15]                | Lizzie                                |
| 1973 | El hogar que yo robe[16]              | Emilia Aguilar Velarde                |
| 1975 | Dos hermanas                          | Alina                                 |
| 1977 | Flor de barro                         | Florencia Pérez Miguez (Niña)         |
| 1982 | El mundo del espectáculo[17]          | Karen                                 |
| 1982 | Angelina                              | María Fernanda Piñeyro / Sara Ocampo  |
| 1982 | Un hombre como vos[18]                | Bárbara                               |
| 1982 | Cenizas y Diamantes                   | Celeste Flores Caligaris              |
| 1982 | Las 24 Horas                          | Varios                                |
| 1983 | Los días contados [19]                | Carolina Amaya                        |
| 1983 | Vivan los novios                      | Lucía                                 |
| 1984 | Dos vidas y un destino [20]           | Sofía                                 |
| 1984 | Amo y señor[21]                       | María José                            |
| 1984 | Nazarena                              | Nazarena Morales                      |
| 1985 | Por siempre tuyo[22]                  | Graciela Elguero                      |
| 1985 | Aquí la jungla                        | Virginia                              |
| 1987 | Apuestas por amor                     | Julieta Montaño "La potra"            |
| 1988 | De carne somos[23]                    | Victoria "Vicky" Ripoli               |
| 1989 | La extraña dama[24]                   | Susana Nicoli                         |
| 1989 | Las comedias de Darío Vittori[25]     | Blanca / Popis                        |
| 1989 | Así son los mios[26]                  | Julia                                 |
| 1990 | Una voz en el teléfono [27]           | María Ines "Nene" Aguilar             |
| 1991 | Amor de pura sangre                   | Marina Farias de Díaz                 |
| 1992 | Alta comedia[28]                      | Teresa                                |
| 1992 | Teatro como en el teatro[29]          | Varios                                |
| 1992 | Primer amor[30]                       | Isabel                                |
| 1992 | Zona de riesgo[30]                    | Gabriela                              |
| 1993 | María Sol[31]                         | Marta Osorio                          |
| 1993 | De carencia y decencia                | Esperanza Medina                      |
| 1994 | Sin condena[32]                       | Laura / Mecha                         |
| 1995 | Dulce Ana[33]                         | Melisa / Olga                         |
| 1996 | Amor sagrado[34]                      | Marita Savedra                        |
| 1997 | Poliladron[35]                        | Marta                                 |
| 2000 | Por ese palpitar[36]                  | Laura Souto                           |
| 2001 | Un mundo de sensaciones               | Olga                                  |
| 2002 | 099 Central[37]                       | Lucrecia                              |
| 2002 | Son amores[38]                        | Helena                                |
| 2003 | Rincón de luz[39]                     | María Julia "Majula" Del Solar Seoane |
| 2005 | 1/2 Falta[40]                         | Laura Sobrado                         |
| 2006 | Juanita la soltera[41]                | Martina Ivanoff                       |
| 2007 | El hombre que volvió de la muerte[42] | Helena                                |
| 2010 | Alguien que me quiera[43]             | Clara Moreno                          |
| 2011 | Tiempo de pensar[44]                  | Antonia "Ep: La casa vacía"           |
| 2016 | La Leona                              | Esther Liberman                       |

### Teatro
| - Scalabrini Ortiz - Teresa Batista, cansada de guerra - Las de Barranco - Preludio de un beso - Maradooo - De carne somos | - Crimen y castigo - Esquirlas - El libro de Ruth - Pirandello, dos miradas - El evangelio de Evita - Un informe sobre la banalidad del amor | - Código de familia - Papá querido - Tierra del Fuego - Queda lejos aún - El hombre equivocado |